# Ронна-
Ронна- (международное обозначение: ronna-, сокращённое R) — приставка в Международной системе единиц (СИ), обозначающая умножение основной единицы измерения на 1027 (октиллион). Принята на XXVII Генеральной конференции по мерам и весам в 2022 году.
Примеры:
- Масса Земли составляет 5,97 роннаграмма[2].
- Диаметр наблюдаемой части Вселенной — 0,8 роннаметра.
- Энергия великого объединения составляет 1 роннакельвин.